# Para-Leichtathletik-Weltmeisterschaften 1998
Die Para-Leichtathletik-Weltmeisterschaften 1998 (auch Leichtathletik-Weltmeisterschaften der Behinderten 1998) waren die zweiten Para-Leichtathletik-Weltmeisterschaften und wurden vom 9. bis 16. August 1998 im Alexander Stadium der mittelenglischen Stadt Birmingham ausgetragen. 
Über 1000 Athletinnen und Athleten aus 61 Nationen nahmen teil, die 78 Weltrekorde aufstellten, und 55 Nationen errangen zumindest eine Medaille.